# Unteres Tor (Abenberg)

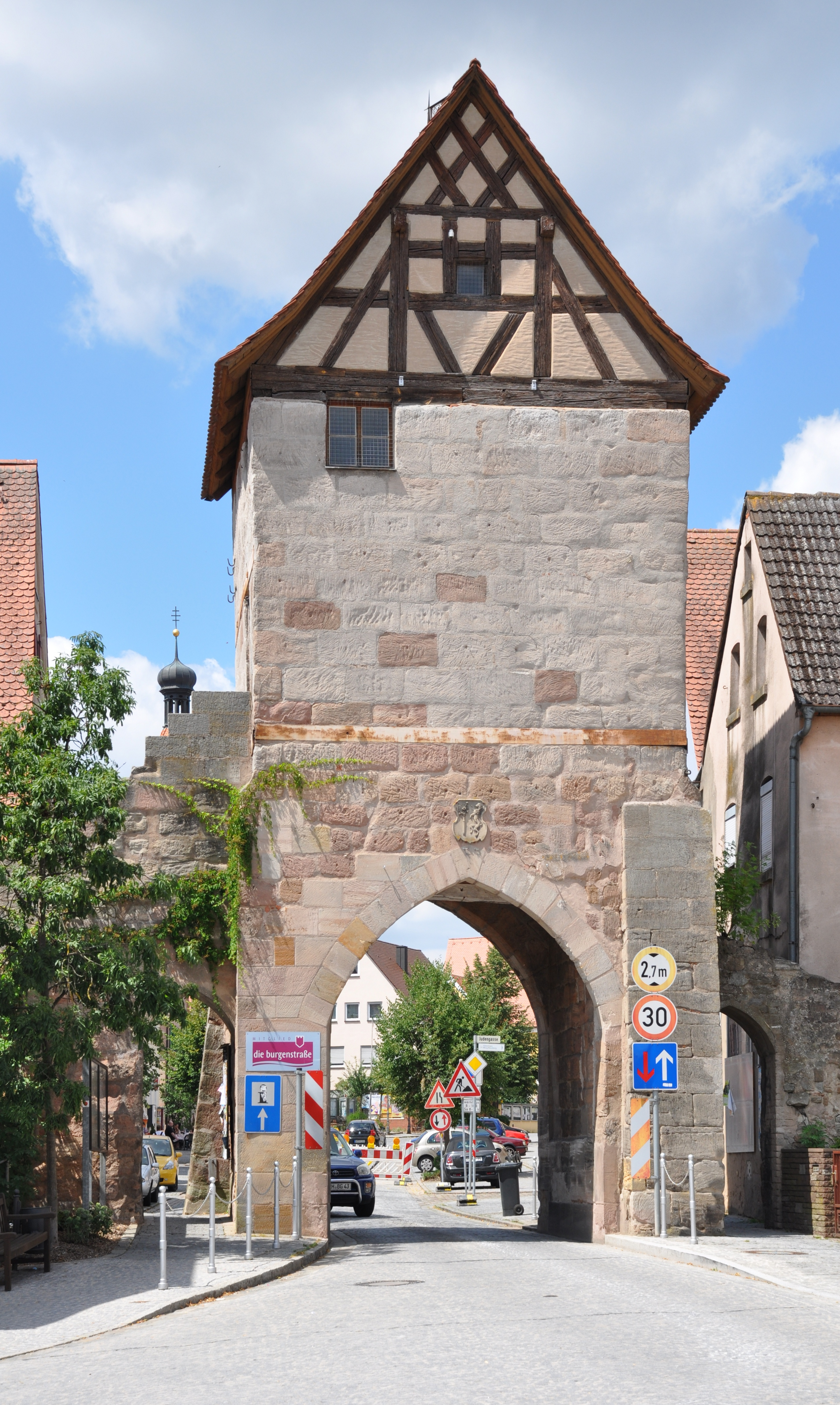
Unteres Tor in Abenberg

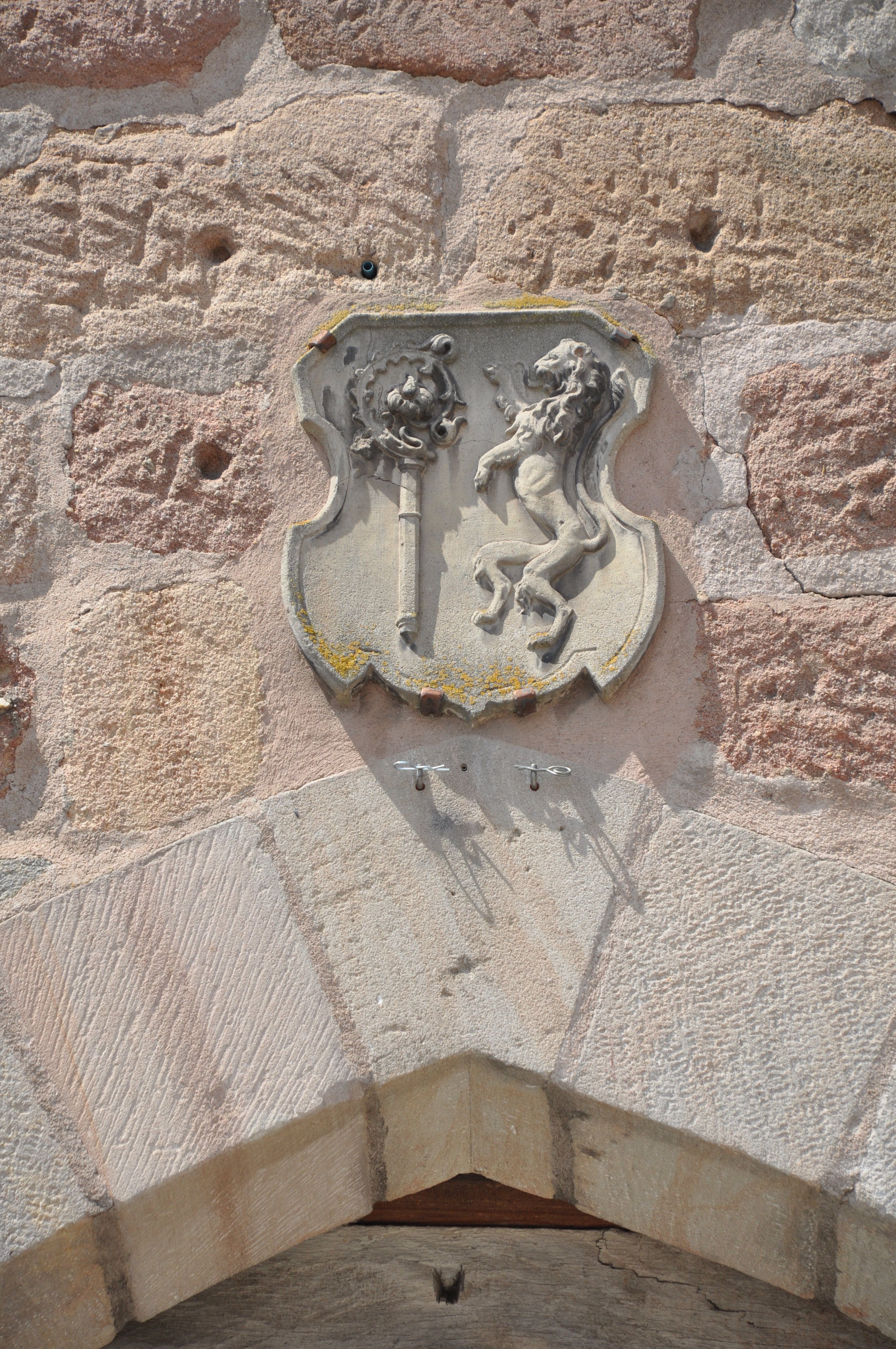
Stadtwappen an der Feldseite

Das Untere Tor ist ein mittelalterlicher Torturm in Abenberg, einer Stadt im mittelfränkischen Landkreis Roth in Bayern.

## Beschreibung
Der geschützte Baudenkmal ist das östliche Stadttor der ehemaligen Stadtbefestigung von Abenberg, die unter Bischof Konrad II. (1297–1305) errichtet wurde. Der dreigeschossige Sandsteinquaderbau mit spitzbogiger Durchfahrt besitzt einen Fachwerkgiebel. Der Dachaufbau mit Satteldach wurde um 1724 errichtet.